# Cefemy

Rdzeń cefemowy

Cefemy – grupa organicznych związków chemicznych zawierających w swojej cząsteczce pierścień β-laktamowy połączony z sześcioczłonowym pierścieniem dihydrotiazynowym. Do grupy cefemów należą ich N-acetylowane pochodne cefalosporyny oraz α-metoksy pochodne cefamycyny.